# Werner Schultz
Werner Schultz (* 3. Juli 1878 in Ludwigslust; † 6. November 1944 in Berlin) war ein deutscher Internist und Hämatologe.

## Leben und Wirken
Als Sohn eines Gymnasialprofessors besuchte Schultz das Friedrich-Franz-Gymnasium (Parchim). Nach dem Abitur studierte er Medizin an der Ruprecht-Karls-Universität Heidelberg, der Charité, der Universität Rostock, der Ludwig-Maximilians-Universität München und der Rheinischen Friedrich-Wilhelms-Universität Bonn. 1902 wurde er in Rostock zum Dr. med. promoviert. 

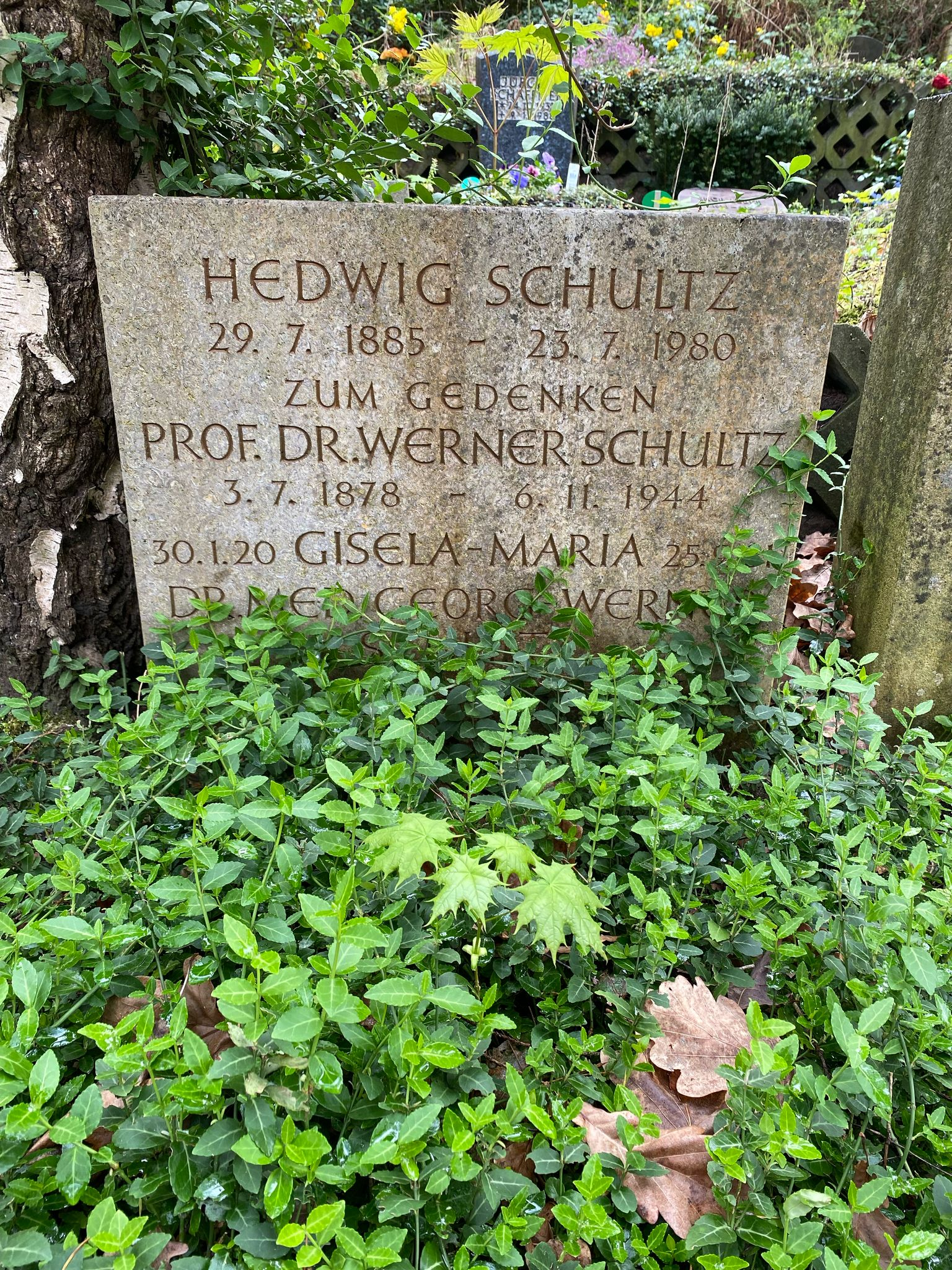
Grabstätte auf dem Friedhof Heerstraße

Anschließend arbeitete er am Anatomischen Institut und an der Medizinischen Universitätsklinik in Greifswald. Dann wirkte er als dirigierender Arzt der 2. Inneren Abteilung am Westend-Krankenhaus in Berlin-Charlottenburg. Im Jahr 1922 beschrieb Schultz die Agranulozytose. 1930 habilitierte er sich in  Berlin als Privatdozent für Innere Medizin. 1932 wurde er zum außerordentlichen Professor ernannt. Im Jahr 1937 war er Mitinitiator der Gründung der Deutschen Hämatologischen Gesellschaft in Münster. 1939 war er Vorsitzender des Zweiten Hämatologenkongresses in Bad Pyrmont. Er publizierte zahlreiche hämatologische Abhandlungen. Seinen Namen trägt das Schultz-Charlton-(Auslösch-)Phänomen und das Schultz-Syndrom (Schultz-Angina = Angina agranulocytotica).        
Werner Schultz starb im November 1944 im Alter von 66 Jahren im Erwin-Liek-Krankenhaus in Berlin-Reinickendorf an Oberkieferkrebs. Er wurde zunächst auf dem Südwestkirchhof Stahnsdorf beigesetzt. Später kam es zur Umbettung der Urne auf den landeseigenen Friedhof Heerstraße in Berlin (Grablage: 18-A-G).

## Schriften
- Ein Beitrag zur Kenntnis des Conjunctivaepithels, Rostock 1902 (Dissertation)
- Weitere Mitteilung über Eisentuberkulin. In: Lung 29(1914), S. 29–37
- Serologische Beobachtungen am Scharlachexanthem. In: Zeitschrift für Kinderheilkunde 17(1918), S. 328 (mit Charlton)
- Über eigenartige Halskrankheiten [Monocyten Angina / Schultzscher Symptomenkomplex]. In: Deutsche Medizinische Wochenschrift 48(1922), S. 1496
- Die Blutplättchen. In: Klinische Wochenschrift 3(1924), S. 30–32
- Die akuten Erkrankungen der Gaumenmandeln, Berlin 1925
- Serumbehandlung des Scharlachs. In: Handbuch der experimentellen Therapie, München 1926
- Zur Frage der Anginen mit reaktiver Vermehrung lymphoider Zellen im Blut (Morphologie und Systematik). In: Virchows Archiv 264(1927), S. 760–773 (mit Fedor Mirisch)
- Seltene Anginaformen und ihre Behandlung. In: Klinische Wochenschrift 6(1927), S. 2437–2439
- Neuere Erfahrungen über die diätetische Behandlung der perniciösen Anämie mit besonderer Berücksichtigung der Lebertherapie. In: Naturwissenschaften 16(1928), S. 42–44
- Neuere Erfahrungen Agranulocytose. In: Münchener Medizinische Wochenschrift 39(1928), S. 1667
- Über einen Fall von Agranulocytose mit Lokalisation im Oesophagus nebst einigen allgemeinen Bemerkungen über diesen Krankheitszustand. In: Klinische Wochenschrift 8(1929), S. 1530–1532
- Sind Pfeiffersches Drüsenfieber und Lymphoidzellige Angina identische Krankheiten? In: Klinische Wochenschrift 9(1930), S. 2193–2195
- Die Agranulocytose. In: Medizinische Klinik 21(1930), S. 1642
- Ein Dünndarmcarcinom von hoher Gewebsreife. In: Virchows Archiv 300(1937), S. 456–465